# Cung văn hóa

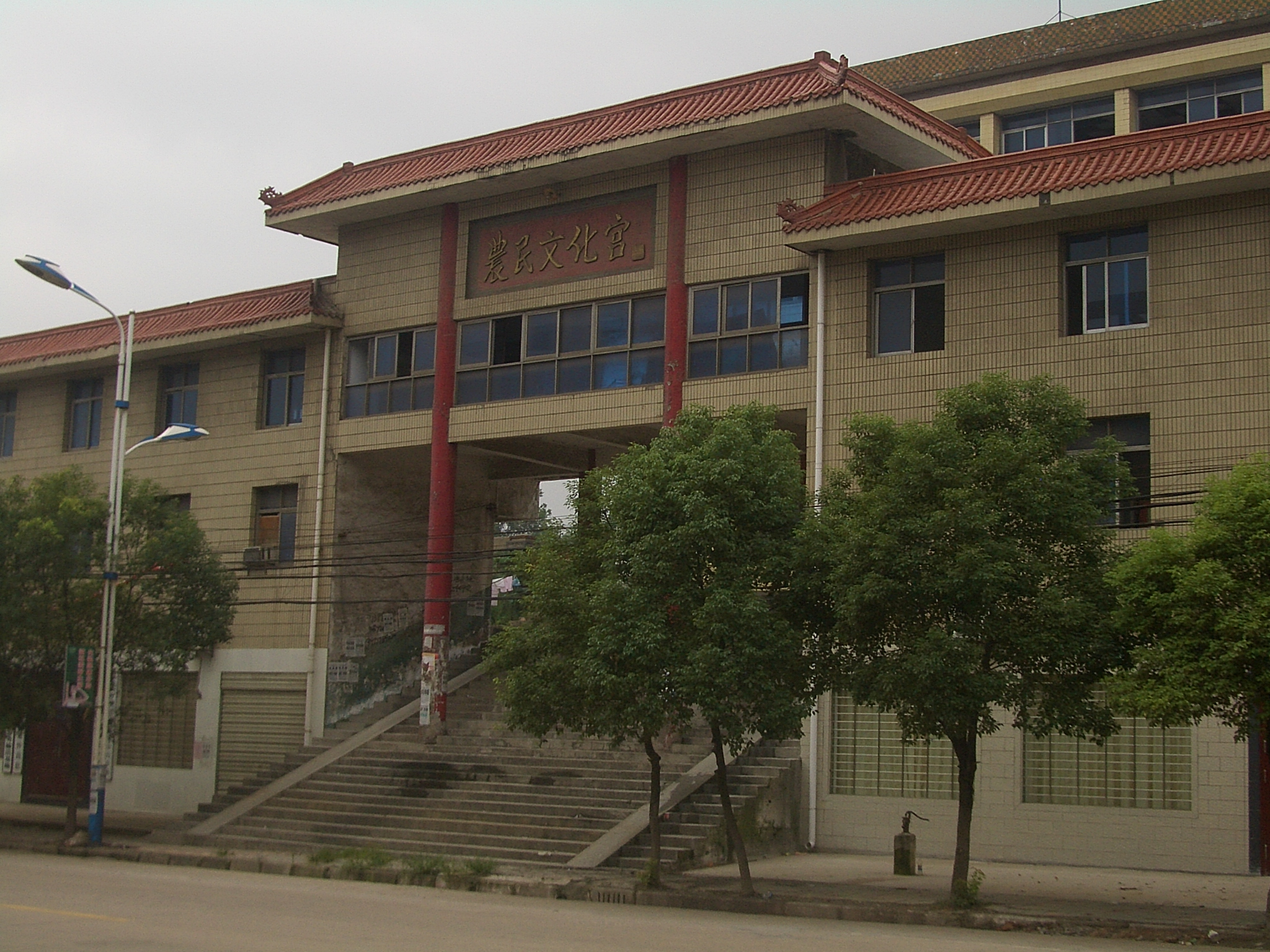
Cung Văn hóa Nông dân nằm tại thị trấn Đại Cơ Phố, địa cấp thị Hoàng Thạch, tỉnh Hồ Bắc (Trung Quốc)

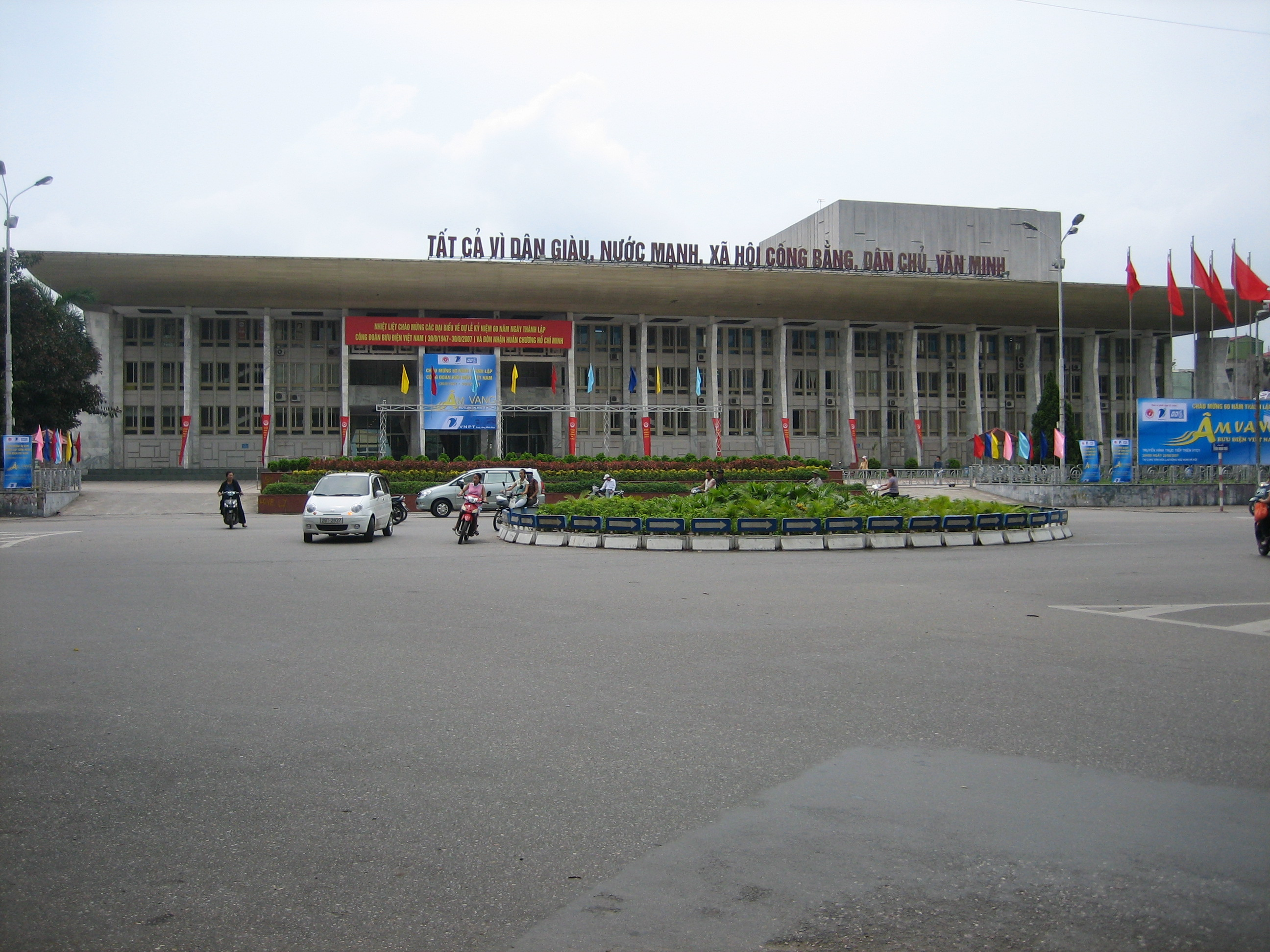
Cung Văn hóa Hữu nghị Hà Nội (Việt Nam)

Cung văn hóa (tiếng Nga: Дворец культуры, đã Latinh hoá: dvorets kultury; tiếng Trung: 文化宫; bính âm: wénhuà gōng), đôi khi còn gọi là nhà văn hóa (dom kultury) hay nhà văn hóa thôn ở các làng xã, là tên gọi dành cho những tòa nhà lớn dùng để sinh hoạt câu lạc bộ tại Liên Xô cũ và các nước thuộc khối Xã hội chủ nghĩa ngày trước cũng như hiện tại, trong đó có Việt Nam.